# Зидерхакштет
Зидерхакштет (њем. Süderhackstedt) општина је у њемачкој савезној држави Шлезвиг-Холштајн. Једно је од 134 општинска средишта округа Шлезвиг-Фленсбург. Према процјени из 2010. у општини је живјело 343 становника. Посједује регионалну шифру (AGS) 1059169.

## Географски и демографски подаци
Зидерхакштет се налази у савезној држави Шлезвиг-Холштајн у округу Шлезвиг-Фленсбург. Општина се налази на надморској висини од 13 метара. Површина општине износи 10,2 km². У самом мјесту је, према процјени из 2010. године, живјело 343 становника. Просјечна густина становништва износи 34 становника/km².